# پیتر دلوئیس
پیتر دلوئیس (انگلیسی: Peter DeLuise؛ زادهٔ ۶ نوامبر ۱۹۶۶) یک فیلم‌نامه‌نویس، کارگردان و هنرپیشه اهل ایالات متحده آمریکا است.
از فیلم‌ها یا برنامه‌های تلویزیونی که وی در آن نقش داشته است می‌توان به خیابان جامپ شماره ۲۱، دوستان، دروازه ستارگان اس‌جی-۱، جین تسکین یافته، سوپرنچرال به عنوان بازیگر اشاره کرد.

## کارگردان
- خیابان جامپ شماره ۲۱ (3 episodes, ۱۹۹۰–۱۹۹۱)
- Silk Stalkings (2 episodes, ۱۹۹۶)
- در اعماق دریا (۱۹۹۳-۱۹۹۶)
- قلب جنوبی (۱۹۹۹)
- The Net (2 episodes, ۱۹۹۸–۱۹۹۹)
- Hope Island (1 episode, ۱۹۹۹)
- Higher Ground (4 episodes, ۲۰۰۰)
- کمدی رمانتیک ۱۰۱ (۲۰۰۱)
- وی.آی.پی. (3 episodes, ۲۰۰۰–۲۰۰۱)
- The New Outer Limits (1 episode, ۲۰۰۱)
- Jeremiah (2 episodes, ۲۰۰۲)
- Just Deal (1 episode, ۲۰۰۲)
- Gene Roddenberry's Andromeda (8 episodes, ۲۰۰۳–۲۰۰۵)
- Stargate Atlantis (6 episodes, ۲۰۰۴–۲۰۰۶)
- دروازه ستارگان اس‌جی-۱ (57 episodes, ۱۹۹۹–۲۰۰۷)
- Blood Ties (1 episode, ۲۰۰۷)
- جین تسکین یافته (مجموعه تلویزیونی) (2 episodes, ۲۰۰۷)
- jPod (2 episodes, ۲۰۰۸)
- کایل ایکس‌وای (4 episodes, ۲۰۰۸–۲۰۰۹)
- Sanctuary (4 episodes, 2008–۲۰۱۱)
- Stargate Universe (8 episodes, 2009–۲۰۱۱)
- 16 Wishes (فیلم تلویزیونی، ۲۰۱۰)
- Tower Prep (2 episodes, ۲۰۱۰)
- Zapped (فیلم تلویزیونی، ۲۰۱۴)